# ネネツ人

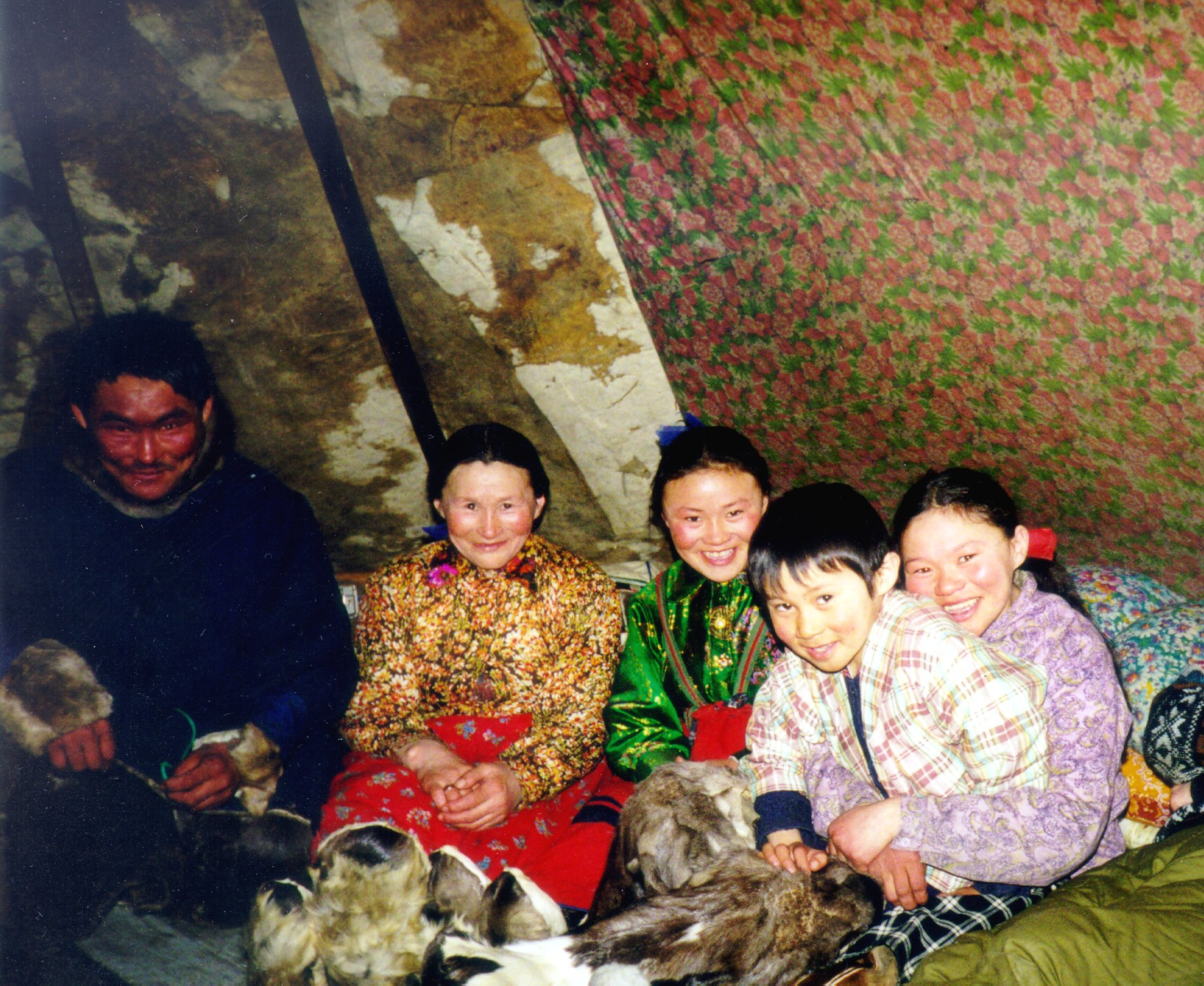
ネネツ人の家族

ネネツ人（ ネネツ語：ненэцяˮ, ロシア語: ненцы）は、ロシア極北地方の先住民族である。直近(2002年)の国勢調査ではロシア連邦内に41,302人いることが確認されている。ネネツ人のほとんどは、ヤマロ・ネネツ自治管区内に居住している。同自治管区の7%程度がネネツ人である。他の主な居住地はネネツ自治管区、旧タイミル自治管区（現クラスノヤルスク地方）である。
ネネツ語を話し、人種的にはモンゴロイドに属する。

## 名前の由来
ネネツ人はサーモッド(Saamod)、サーミッド(Saamid)、サーミ(Saami)と呼ばれていたのをロシア語風の発音が加わりサモエードとなる。 別の説としては、サミの地(same edne)を意味にもつとも考えられている。 いずれにせよ、19世紀の民俗誌によれば、ロシア語で"Самоядь"(samoyad'), "Самодь"(samod')の言葉が見え、その時点ではサモエードに近い言葉で呼ばれていたようだ。英語ではしばしば、サモディ(Samodi)と訳されていた。
しかし、ロシア語ではサモとエードの言葉の意味の組み合わせは、自己＋食べる者　と連想される。ゆえに同呼称は、差別的、軽蔑的な意味合いを多く含んだ。 これらの理由から20世紀に入ると、急速にサモエードの言葉が使用されなくなり、代わりにネネツ（英語で言うman：（人）にあたる言葉）が多用されるようになった。
ロシアの古書を読むとサモエードの単語は、無差別的に北部シベリアに住むウラル語族（ネネツ、エネツ、ガナサン、セルクプ）全体に対して用いられている。今日では、サモエード人と言うと、これらの数族分の民族を包含する呼称になっている。
そのため、ネネツ人は、もともとの民族名だったサモエードの一部を構成する民族となってしまった。
ちなみにネネツの英語表記のNenetsのスペルの最後のsは、複数のsではないので、省略して書くのは誤りである。

## 民族構成
ネネツ人は大きく二つに分かれる。経済基盤を異にする2グループで、極北のツンドラネネツと森林ネネツである。 また、コミ共和国などに居住するコミ人（フィン・ウゴル系民族で、人種はコーカソイドに分類される）グループに属するイズマ族(Izhma)との混血によるコミ人と同化したネネツ人(Yaran people)が第3グループとして現れてきている。

## 歴史
紀元前200年頃に、故地のオビ川・エニセイ川流域のミヌシンスク盆地からサヤン山脈付近に移動して、アルタイ語族に合流し、テュルク系またはモンゴル系と同化した一派もいた。 ヨーロッパに残ったグループは、1200年頃にロシアの支配下に入ったが、より東方に居住していたグループは14世紀まで、ロシアとの交流を持たなかった。 17世紀初頭に全てのネネツ人は、ロシアの支配下に入ることになった。

## 言語
ネネツ語を話す。ネネツ語はエネツ語、ガナサン語、セリクプ語とともにサモエード諸語に含まれる。 サモエード語はウラル語の一分岐であり、もう一分岐は、フィン・ウゴル諸語である。
森林ネネツ語とツンドラネネツ語は幾分異なっており、別言語とされることもある。

## 遺伝子
ネネツ人にはウラル系遺伝子のY染色体ハプログループN系統が97%の非常に高頻度で観察される。世界でN系統が最も高頻度に見られる民族である。

## 居住地および生活
ネネツ人はカニン半島からタイミル半島の間、そしてオビ川、エニセイ川の川岸に広がって居住している。小群落を形成し、農業を営む者や、狩猟、長距離を移動するトナカイ遊牧を営む者がいる。また、トナカイ遊牧を助け、犬ぞりを引き、ヨーロッパ人探検家の北極点探検にも利用された極北の地によく適応したサモエード犬なども育てている。肉を主食とし、生肉もよく食べる。
氏、家族を主体とした社会を形成し、宗教は自然崇拝やシャーマン信仰である。シャーマンはタディビャ(Tadibya)と呼ばれる。
ロシア革命の後、ネネツの文化は集団農場政策のあおりを受けた。ソビエト連邦はサモエードに定住を強制しようと試み、多くのネネツ人はそれを許容した。しかし、定住、農業、学校教育は彼らの文化の固有性を一段と弱める結果となった。一方で、様々な分野でネネツ人の活躍もみられるようになった。
よく知られる人物として、画家のコンスタンチン・パンコフがいる。
環境問題も深刻化している。ヤマル半島では、ガス田開発、過遊牧による環境破壊が、彼らの生活様式の恒久化を危機的なものにしている。
ネネツ人は、定住地がなくともロシア国民としての投票権を有しており、大統領選にあたっては今後2週間の滞在予定場所を地区の選挙委員らに事前に知らせておく。そうすることで、投票日当日は投票箱や投票用紙、ペン（インクが凍らないよう保温対策が施されている）がヘリコプターで運ばれ、即席の投票所がつくられる。